# Tay Ninh Stadium
Das Tay Ninh Stadium (vietnamesisch Sân vận động Tây Ninh ‚Tay-Ninh-Stadion‘) ist ein Fußballstadion in der vietnamesischen Stadt Tây Ninh. Es bietet bis zu 20.000 Zuschauern Platz und wurde bis 2021 vom Zweitligisten XM Fico Tây Ninh FC als Heimspielstätte genutzt.